# دنی بویش
دنی بویش (هلندی: Danny Buijs؛ زادهٔ ۲۱ ژوئن ۱۹۸۲) بازیکن سابق و مربی فوتبال اهل هلند است.
از باشگاه‌هایی که در آن بازی کرده‌است می‌توان به باشگاه فوتبال خرونینگن، باشگاه فوتبال ادو دن هاخ، باشگاه فوتبال اسپارتا روتردام، باشگاه فوتبال کیلمارنوک، باشگاه فوتبال فاینورد، و باشگاه فوتبال اکسلسیور اشاره کرد.